# گوهار فرمانیان
گوهار آرامی فِرمانیان (ارمنی: Գոհար Արամի Ֆերմանյան؛ زاده ۲۰ نوامبر ۱۸۹۹ - درگذشته ۲۲ ژانویهٔ ۱۹۵۸) نقاش اهل ارمنستان بود.

## زندگی‌نامه
وی در ۲۰ نوامبر ۱۸۹۹ در تفلیس در به دنیا آمد و از مدرسه دخترانه گایانیان و آکادمی دولتی هنری تفلیس فارغ‌التحصیل گشت.  وی در ۲۲ ژانویهٔ ۱۹۵۸ در سن ۵۸ سالگی در ایروان درگذشت.